# Top 40 Hits
Top 40 Hits es el segundo álbum de la banda estadounidense de noisegrind Anal Cunt. Fue lanzado en CD y casete en 1995 por Earache Records.
La portada es este álbum es una parodia de una recopilación de álbumes lanzadas en 1970 por la compañía televisiva K-Tel.
El álbum fue grabado en 1994 como parte de un intento de la banda de pasar de tocar noisegrind a tocar canciones de hardcore rápido, aunque el álbum contiene ambos estilos.

## Lista de canciones
| N.º | Título                                               | Autores                                                  | Duración |  |
| 1.  | «Some Hits»                                          | Anal Cunt                                                | 1:18     |  |
| 2.  | «Some More Hits»                                     | Anal Cunt                                                | 0:45     |  |
| 3.  | «Pepe, the Gay Waiter»                               | Seth Putnam                                              | 0:38     |  |
| 4.  | «Even More Hits»                                     | Anal Cunt                                                | 0:49     |  |
| 5.  | «M.J.C.»                                             | Anal Cunt                                                | 1:27     |  |
| 6.  | «Flower Shop Guy»                                    | Putnam                                                   | 0:51     |  |
| 7.  | «Living Colour Is My Favorite Black Metal Band»      | Anal Cunt                                                | 0:49     |  |
| 8.  | «Lenny's in My Neighborhood»                         | Anal Cunt                                                | 0:40     |  |
| 9.  | «Stayin' Alive (Oi! Version)»                        | The Bee Gees, adaptada by Anal Cunt                      | 1:23     |  |
| 10. | «Benchpressing the Effects on Kevin Sharp's Vocals»  | Anal Cunt                                                | 0:38     |  |
| 11. | «Josue»                                              | Anal Cunt                                                | 0:11     |  |
| 12. | «Delicious Face Style»                               | Putnam                                                   | 2:01     |  |
| 13. | «#19 to Go»                                          | Putnam                                                   | 0:16     |  |
| 14. | «"Stealing Seth's Ideas" The New Book by Jon Chang»  | Anal Cunt                                                | 1:06     |  |
| 15. | «Morbid Dead Guy»                                    | Putnam                                                   | 1:00     |  |
| 16. | «Believe in the King»                                | Anal Cunt                                                | 0:57     |  |
| 17. | «Don't Call Japanese Hardcore Jap Core»              | Putnam                                                   | 0:35     |  |
| 18. | «Shut Up Mike (Part 2)»                              | Bratface, Anal Cunt                                      | 0:33     |  |
| 19. | «Hey, Aren't You Gary Spivey?»                       | Anal Cunt                                                | 0:43     |  |
| 20. | «Breastfeeding JM J. Bullock's Toenail Collection»   | Putnam                                                   | 4:49     |  |
| 21. | «Fore Play with a Tree Shredder»                     | Putnam                                                   | 0:50     |  |
| 22. | «2 Down, 5 to Go»                                    | Anal Cunt                                                | 0:31     |  |
| 23. | «I Liked Earache Better When Dig Answered the Phone» | Anal Cunt                                                | 0:29     |  |
| 24. | «Brain Dead»                                         | Kozik, Putnam                                            | 1:34     |  |
| 25. | «Newest H.C. Song #3»                                | Habelt, Patties, Putnam                                  | 0:25     |  |
| 26. | «The Sultry Ways of Steve Berger»                    | Anal Cunt                                                | 0:52     |  |
| 27. | «Escape (The Pina Colada Song)»                      | Rupert Holmes, adaptada by Anal Cunt                     | 1:00     |  |
| 28. | «Lives Ruined by Music»                              | Putnam                                                   | 2:12     |  |
| 29. | «Still a Freshman After All These Years»             | Anal Cunt                                                | 0:47     |  |
| 30. | «I'm Still Standing»                                 | Elton John and Bernie Taupin, adaptada by Anal Cunt      | 0:10     |  |
| 31. | «Art Fag»                                            | Kraynak, Putnam                                          | 0:48     |  |
| 32. | «John»                                               | Anal Cunt                                                | 0:37     |  |
| 33. | «Newest H.C. Song #4»                                | Putnam                                                   | 0:15     |  |
| 34. | «Song #9»                                            | Putnam                                                   | 1:33     |  |
| 35. | «Cleft Palate»                                       | Anal Cunt                                                | 0:18     |  |
| 36. | «Theme from The A-Team»                              | "Some Guy"                                               | 0:46     |  |
| 37. | «Old Lady Across the Hall with No Life»              | Anal Cunt                                                | 1:06     |  |
| 38. | «Shut Up, Paul»                                      | Anal Cunt                                                | 0:23     |  |
| 39. | «Lazy Eye (Once a Hank, Always a Hank)»              | Anal Cunt                                                | 1:03     |  |
| 40. | «American Woman»                                     | Randy Bachman, Burton Cummings, Jim Kale, Garry Peterson | 2:05     |  |

## Personal
- Seth Putnam – vocalista
- Paul Kraynak – guitarra
- John Kozik – guitarra
- Tim Morse – batería